# Marc Biedenkapp
Marc Biedenkapp (* 1980 in Wangen im Allgäu) ist ein ehemaliger deutscher Footballspieler.

## Laufbahn
Biedenkapp begann seine Footballvereinskarriere im Nachwuchsbereich der Ravensburg Razorbacks. 2001 wechselte er zu den Schwäbisch Hall Unicorns in die höchste deutsche Spielklasse, die GFL, und blieb bis 2005 bei den „Einhörnern“. Zur Saison 2006 schloss sich der 1,91 Meter große Wide Receiver und Kicker den Marburg Mercenaries an, mit der Mannschaft wurde er in seinem ersten Marburger Jahr deutscher Vizemeister. Biedenkapp, der Architektur studierte, verließ Marburg im Vorfeld der Saison 2008 und verstärkte die Graz Giants in Österreich. Mit Graz gewann er 2008 die Staatsmeisterschaft und wurde als bester Mann des Endspiels ausgezeichnet. 2009 setzte er sein Studium im australischen Sydney fort und spielte in dieser Zeit für die Mannschaft des Sydney University American Football Club, mit dem er im Dezember 2009 sowie Dezember 2010 die Meisterschaft im Bundesstaat Neusüdwales gewann.

### Nationalmannschaft
2005 wurde Biedenkapp mit der deutschen Nationalmannschaft Sieger der World Games in Duisburg sowie Zweiter der Europameister. Er gehörte ebenfalls zum deutschen Aufgebot bei der Weltmeisterschaft 2007 und erreichte mit der Mannschaft den dritten Rang.